# Menno van Gorp
Menno van Gorp (nom de scène : Menno), né le 8 février 1989, est un pratiquant néerlandais de breakdance.

## Biographie
Menno van Gorp remporte son premier Red Bull BC One en 2014, le deuxième en 2017, le troisième en 2019 et le
dernier en 2024, ce qui fait de lui, le plus titré, dans cette compétition. Il obtient la deuxième place lors des 
Jeux mondiaux urbains de 2019.

## Palmarès
- Redbull Bull BC One
  - Vainqueur 2014 à Paris
  - Vainqueur 2017 à Amsterdam
  - Vainqueur 2019 à Mumbai
  - Vainqueur 2024 à Rio De Janeiro
- Championnats du monde
  -  Médaille d'or en 2019 à Nanjing
- Championnats d'Europe
  -  Médaille d'or en 2023 à Almería
- Jeux européens
  -  Médaille d'argent en 2023 à Nowy Sącz